# ビッグ・ウェンズデイ
『ビッグ・ウェンズデイ』は、1999年10月13日から2000年2月23日までTBS系列局で放送されていた音楽バラエティ番組である。毎日放送テレビ（MBSテレビ）とライジングプロダクションの共同製作。放送時間は毎週水曜 19:00 - 19:54 （日本標準時）。

## 出演者
- 田代まさし
- 久本雅美
- 大神いずみ

## スタッフ
- 構成：樋口卓治、中野俊成、外山信行
- 技術協力：池田屋
- 美術協力：アート・フォー
- 製作：毎日放送テレビ、ライジングプロダクション

## エンディングテーマ
- 一緒に… (MAX)
- We can't stop the music (DA PUMP)
- ほか

| 毎日放送テレビ（MBSテレビ）製作・TBS系列 水曜19:00枠 | 毎日放送テレビ（MBSテレビ）製作・TBS系列 水曜19:00枠    | 毎日放送テレビ（MBSテレビ）製作・TBS系列 水曜19:00枠 |
| 前番組                                               | 番組名                                                  | 次番組                                               |
| ---------------------------------------------------- | ------------------------------------------------------- | ---------------------------------------------------- |
| チャンスの殿堂! （1999年4月14日 - 1999年9月15日）    | ビッグ・ウェンズデイ （1999年10月13日 - 2000年2月23日） | THE!おいしい番組 （2000年4月12日 - 2001年3月14日）   |

| スタブアイコン | サブスタブ | この項目は、まだ閲覧者の調べものの参照としては役立たない、テレビ番組に関連した書きかけの項目です。この項目を加筆・訂正などしてくださる協力者を求めています（P:テレビ/PJ:放送または配信の番組）。 |